# Whitianga
Whitianga è una località balneare situata lungo la costa pacifica della penisola di Coromandel nella regione del Waikato sull'Isola del Nord della Nuova Zelanda. Posizionata sulla baia di Mercurio, con una popolazione di 5 080 abitanti la cittadina è il secondo centro del distretto di Thames-Coromandel dopo la città di Thames.

## Geografia fisica
Whitianga è affacciata sulla baia di Mercurio, di cui è il centro principale, nel nord-est della penisola di Coromandel. Auckland, la principale città neozelandese, è a 84 chilometri verso ovest in linea d'aria ed è raggiungibile in 2 ore e mezza di automobile.

## Economia

### Industria
L'area circostante la città di Whitianga (222 km²) è attualmente sotto una licenza di sfruttamento minerario assegnata dalla Corona alla compagnia mineraria Waihi Gold (una controllata della statunitense Newmont Corporation Colorado).